# クリストファー・D・ガードナー
クリストファー・デイヴィッド・ガードナー（Christopher David Gardner, 1959年7月13日 - ） は、アメリカ合衆国の栄養学者、スタンフォード大学レンボルク・ファークワー(Rehnborg Farquhar)医学部教授、スタンフォード大学予防研究センター(The Stanford Prevention Research Center)栄養学部長。
ガードナーは、アメリカ糖尿病協会(The American Diabetes Association, ADA)およびアメリカ心臓協会(The American Heart Association, AHA)と関わりがある。2019年にアメリカ糖尿病協会が更新した栄養指針では、これの共同執筆者の1人として携わっている。2009年から2013年にかけて、アメリカ心臓協会栄養委員会委員、2020年には「アメリカ心臓協会・生活様式および代謝保健協議会」(The AHA Lifestyle & Metabolic Health Council)の委員を務めた。この年、ガードナーはアメリカ心臓協会栄養委員会の指導的地位に任命され、2026年まで務めることになっている。

## 生い立ちと教育
1959年7月13日、ワシントンD.C.で生まれた。
コルゲート大学(Colgate University)にて哲学の学士号を取得したのち、栄養学の修士課程を受講する資格を得るため、カリフォルニア大学デイヴィス校(University of California, Davis)とカリフォルニア大学バークリー校(University of California, Berkeley)にて、学部の科学講座を2年間履修した。その後、カリフォルニア大学バークリー校にて栄養学博士課程の講義要目を受講した。1993年には栄養学の博士号を取得した。

## 研究者として
スタンフォード大学(Stanford University)にて博士課程を修了し、特別研究員を経て、ガードナーは同大学の教員となった。ガードナーは医学の助教授として、ジョン・W・ファークワー(John W. Farquhar)と共同で、末梢動脈疾患(Peripheral Artery Disease)に対するイチョウの葉のサプリメントの効能について研究した。翌年、ガードナーはアメリカ国立衛生研究所(The National Institutes of Health)から助成金を受ける形で、生のニンニクと、ニンニクを使ったサプリメントがコレステロール(Cholesterol)の数値を低下させるかどうかについての研究に着手した。スタンフォード大学予防研究本部(The Stanford Prevention Research Center)の助教授の1人として、ガードナーは生のニンニクとニンニクのサプリメントに関する、外部からの影響を受けない形での長期に亘る直接評価を初めて行った。
ガードナーは、2003年2月から2005年10月にかけて行われた「The A TO Z Weight Loss Study」（『A to Z 減量研究』）と呼ばれる大規模な無作為化比較試験を監督した。被験者は非糖尿病患者で閉経前の女性であり、以下の4つの食事法に無作為に割り当てられた。
1. The Atkins Diet（アトキンス・ダイエット）・・・炭水化物の1日の摂取量を20g以内、その後は50g以内に抑える。摂取カロリー、タンパク質、脂肪の摂取量は一切制限せず、食べたいだけ食べる
2. LEARN Diet ・・・ いわゆるカロリー制限食。摂取カロリーのうちの55 - 60%を炭水化物から摂り、脂肪の摂取割合は30%以下にし、飽和脂肪酸の摂取割合は10%以下とする。定期的に運動をこなす
3. Ornish Diet ・・・ 脂肪の摂取割合を10%以下とする。瞑想と運動を行う
4. Zone Diet ・・・ 摂取カロリーのうちの40%を炭水化物から、30%をタンパク質から、30%を脂肪から摂取する

これら4つの食事法のうち、最も大きく体重を減らすのはどの食事か、心血管疾患(Cardiovascular Diseaseを起こす危険因子の変化をもたらすのはどれか、についてを比較する研究であった。この研究の経過観察として、600人以上の女性と男性を対象に、低脂肪食と低糖質食を比較する「DIETFITS Trial」を実施した。この重要な研究においては、潜在力のある遺伝様式や、インスリン抵抗性(Insulin Resistance)と呼ばれる代謝状態に基づき、「どちらの食事が好結果をもたらしやすいか」について検証が行われた。
スタンフォード大学でのガードナーは、「人間栄養学の基礎」(HumBio 130)、「食品と社会」(HumBio 166)、「健康で持続可能な食品機構」(HumBio 113S)の授業を受け持っている。2010年から2015年にかけて、ガードナーはスタンフォード大学における7つの学部の教授陣、学生、研究者たちが参加する形での「スタンフォード・食品サミット」(Stanford Food Summits)を毎年開催していた。これは、のちに『アメリカ料理研究所』(The Culinary Institute of America)とハーヴァードT・H・チャン公衆衛生大学栄養学部(Harvard T.H. Chan School of Public Health)が共同で設立した『Menus of Change』の科学諮問委員会への招待につながった。ガードナーは、この団体から派生した『Menus of Change University Research Collaborative』の共同設立者でもある。これは大学の学生食堂を生きた実験室として活用し、大学における食事様式に変化が起こる機会を模索する団体であり、これらの活動は研究調査や出版物の公開につながった。
2019年、ガードナーは、食品経営顧問、環境科学者、植物学者を含む研究班とともに共同で研究発表を行った。これは、タンパク質の摂取量を減らし、より植物性食品が多い食事に置き換えた場合、アメリカ国内で実現することになるタンパク質の必要量と現時点での摂取量、それが環境に有益な影響を与える可能性についての再考察であった。
ガードナーは、アメリカ糖尿病協会(The American Diabetes Association, ADA)およびアメリカ心臓協会(The American Heart Association, AHA)と関わりがある。2019年にはアメリカ糖尿病協会から招待を受け、栄養指針を更新するにあたり、共同執筆者の1人として携わった。2009年から2013年にかけて、アメリカ心臓協会栄養委員会委員、2020年には「アメリカ心臓協会・生活様式および代謝保健協議会」(The AHA Lifestyle & Metabolic Health Council)の委員を務めた。この年、ガードナーはアメリカ心臓協会栄養委員会の指導的地位に任命された。
2017年6月、ガードナーは疾病の予防についての研究を支援するスタンフォード大学レノンボルク・ファークワー(Rehnborg Farquhar)の医学部教授に任命された。
「COVID-19」騒動が勃発した際、ガードナーは、「赤身肉を植物性の代替肉に置き換えて食べることにより、心血管疾患の危険因子を減少させることが可能である」との研究結果を発表した。スタンフォード大学の教授で微生物学者のジャスティン・ソネンバーグ(Justin Sonnenburg)、エリカ・ソネンバーグ(Erica Sonnenburg)との共同研究や、腸管内菌叢(Microbiome)の研究者とも共同で研究を行い、腸内環境に対する関心を深めた。

## 私生活
政治学者のメリッサ・R・マイケルソン(Melissa R. Michelson)との間に4人の息子を儲けている。ガードナーは菜食主義者であり、家族全員にもこの食事を摂らせている。

## 参考
1. ↑  “Gardner, C. D. (Christopher David), 1959-”. id.loc.gov. 2021年3月23日閲覧。
2. 1 2  “Eat Your Vegetables”. news.colgate.edu (Summer 2019). 2021年3月23日閲覧。
3. ↑  “STANFORD RESEARCHERS STUDY GINKGO BILOBA'S EFFECTS ON PERIPHERAL ARTERY DISEASE”. med.stanford.edu (2002年7月16日). 2021年3月23日閲覧。
4. ↑  “Fresh or capsuled? Stanford researcher studies garlic's potency as a supplement”. med.stanford.edu (2003年1月16日). 2021年3月23日閲覧。
5. ↑  “Stanford study drives stake through claims that garlic lowers cholesterol levels”. med.stanford.edu (2007年2月26日). 2021年3月23日閲覧。
6. ↑  “Diet study tips scales toward Atkins low-carb plan”. news.stanford.edu (2007年3月7日). 2021年3月23日閲覧。
7. ↑  Gardner, Christopher D.; Trepanowski, John F.; Del Gobbo, Liana C. (2018). “Effect of Low-Fat vs Low-Carbohydrate Diet on 12-Month Weight Loss in Overweight Adults and the Association With Genotype Pattern or Insulin Secretion”. JAMA 319 (7):  667–679. doi:10.1001/jama.2018.0245. PMC 5839290. PMID 29466592.
8. 1 2  “Christopher Gardner”. cap.stanford.edu. 2021年3月29日閲覧。
9. ↑  “Connections in Food: Stanford Hosts Fifth Food Summit”. ediblesiliconvalley.ediblecommunities.com (2015年1月15日). 2021年3月29日閲覧。
10. ↑  “MENUS OF CHANGE SCIENTIFIC AND TECHNICAL ADVISORY COUNCIL”. sph.harvard.edu. p. 49 (2013年). 2021年3月29日閲覧。
11. ↑  “COLLEGE AND UNIVERSITY LEADERS CONVENE TO ADVANCE PLANT-FORWARD MENUS AND A NATIONAL RESEARCH AGENDA FOR FOOD SYSTEMS CHANGE”. ciachef.edu (2015年12月22日). 2021年3月29日閲覧。
12. ↑  Gardner, Christopher D.; Hartle, Jennifer C.; Garrett, Rachel D.; Offringa, Lisa C.; Wasserman, Arlin S. (April 2019). “Maximizing the intersection of human health and the health of the environment with regard to the amount and type of protein produced and consumed in the United States”. Nutrition Reviews 77 (4):  197–215. doi:10.1093/nutrit/nuy073. PMC 6394758. PMID 30726996.
13. ↑  “Seven faculty members appointed to endowed positions”. med.stanford.edu (2017年10月8日). 2021年3月23日閲覧。
14. ↑  “Plant-based meat lowers some cardiovascular risk factors compared with red meat, study finds”. med.stanford.edu (2020年8月11日). 2021年3月23日閲覧。
15. ↑  Gardner, Christopher D.; Sonnenburg, Justin L.; Sonnenburg, Erica D.; Robinson, Jennifer L.; Wastyk, Hannah C.; Fragiadakis, Gabriela K. (June 2020). “Long-term dietary intervention reveals resilience of the gut microbiota despite changes in diet and weight”. The American Journal of Clinical Nutrition 111 (6):  1127–1136. doi:10.1093/ajcn/nqaa046. PMC 7266695. PMID 32186326.
16. ↑  “Christopher D. Gardner PhD”. integrativemedicine.arizona.edu. 2021年3月23日閲覧。